# Leslie Dewan
Leslie Dewan   (Newton, 27 de novembre de 1984) és una enginyera nuclear estatunidenca. Actualment és membre del consell d'administració del MIT i fou nomenada Young Global Leader pel Fòrum Econòmic Mundial. Va ser cofundadora i consellera delegada de l'empresa Transatomic Power.
Dewan es graduà l'any 2002 a The Winsor School, Boston. L'any 2007 va obtenir els batxillerats universitaris en enginyeria mecànica i enginyeria nuclear al Massachusetts Institute of Technology. El 2007 va rebre el seu doctorat en enginyeria nuclear del MIT. Mentre era al MIT, va ser guardonada amb una beca del Departament d'Energia Computacional en Ciències Computacionals i una beca presidencial del MIT.
Dewan va ser cofundadora de Transatomic Power a Cambridge l'any 2011 i va ser la consellera delegada fins que la corporació va deixar de funcionar. Transatomic Power es va fundar per dissenyar i desenvolupar un reactor de sal fosa (reactor de generació IV) per tal de generar energia nuclear neta i de baix cost.
El desembre de 2012, la revista Forbes va seleccionar Dewan pels 30 Under 30 en l'apartat d'energia. El setembre de 2013, MIT Technology Review la va reconèixer com una de les "trenta persones innovadores menors de trenta-cinc anys". El desembre de 2013, la revista TIME la va seleccionar com una de les "trenta persones menors de trenta anys que estan canviant el món".
Durant l'any 2016 es van descobrir errors en l'anàlisi del disseny del reactor de la companyia. Una segona versió del reactor va permetre obtenir grans avenços tècnics respecte als reactors d’aigua lleugera convencionals. No obstant això, no complia els requisits comercials per al ràpid creixement de la companyia. El 25 de setembre de 2018, Transatomic va deixar d’operar i va publicar les seves dades de disseny sota domini públic.